# 4-羟基雌酮
4-羟基雌酮（英語：4-Hydroxyestrone，缩写4-OHE1，或称为“雌甾-1,3,5(10)-三烯-3,4-二醇-17-酮”）是一种天然内源性的儿茶酚雌激素和雌酮与雌二醇的次要代謝產物。它具有微量的雌激素活性，与2-羟基雌二醇、16α-羟基雌酮、雌三醇（16α-羟基雌二醇）和4-羟基雌二醇等其它羟基雌二醇类似，但不同于2-羟基雌酮。